# Masters of Horror
Masters of Horror (br: Mestres do Terror)  é um grupo social informal de escritores internacionais de cinema e diretores especializados em filmes de terror e também uma série de televisão norte-americana criada pelo diretor Mick Garris para a rede a cabo Showtime.

## Origem
Em 2002, o diretor Mick Garris convidou alguns amigos escritores para um jantar informal em um restaurante em Sherman Oaks, California. Os originais dez "mestres" presentes eram John Carpenter, Larry Cohen, Don Coscarelli, Joe Dante, Guillermo Del Toro, Mick Garris, Stuart Gordon, Tobe Hooper, John Landis e William Malone. 
O jantar foi uma experiência extremamente gratificante para os diretores. Uma noite de camaradagem, humor e mútua admiração de trabalho um do outro. Del Toro inventou o nome do grupo em tom de brincadeira quando disse em uma lanchonete nas proximidades onde estavam que os mestres do horror tinham lhe desejado feliz aniversário.
Posteriormente, Garris organizou jantares regulares com o grupo e convidou outros diretores de filmes de terror para participar, incluindo Dario Argento, Eli Roth, David Cronenberg, Lucky McKee, Tim Sullivan, Wes Craven, Joe Lynch, William Lustig, Ernest Dickerson, Kat O’ Shea, Robert Rodriguez, James Gunn, Mary Lambert, Tom Holland, Peter Medak, Lloyd Kaufman e outros.
Em 2005, Garris criou e produziu uma série de televisão com filmes de uma hora, escrita e dirigida por muitos dos "mestres", e que foi originalmente transmitida nos EUA pela rede à cabo Showtime. Em vários territórios internacionais, os filmes foram lançados no cinema. A série estreou com excelentes críticas no EUA em 28 de Outubro de 2005, com a estreia do episódio "Incident On and Off a Mountain Road", escrito e dirigido por Don Coscarelli. 
Os demais episódios estrearam na sexta-feira às 22:00 ao longo das duas temporadas da série. O show seguiu com o formato de série antológica, com cada episódio de uma hora dirigido por diferentes e conhecidos diretores de terror. Em 2009, Chiller (rede de TV) começou a mostrar a série aos domingos até 2010. Reelz Channel começou a passar os episódios de Masters of Horror editados (apesar de manterem a classificação TV-MA) e com comerciais.

## Episódios

### 1ª Temporada
| # | Título                              | Diretor/Realizador | Roteirista/Argumentista                          | Obra Original                                               | Data de Estreia                   |
| --- | ----------------------------------- | ------------------ | ------------------------------------------------ | ----------------------------------------------------------- | --------------------------------- |
| 1 | Incident On and Off a Mountain Road | Don Coscarelli     | Don Coscarelli, Joe R. Lansdale e Stephen Romano | Incident On and Off a Mountain Road de Joe R. Lansdale      | 28 de Outubro de 2005 (Showtime)  |
| Ellen, uma jovem aparentemente indefesa, encontra Moonface, um transtornado e deformado serial killer. Nos flashbacks da história, descobrimos que nossa heroína não tem nada de indefesa ou inocente como inicialmente aparentava. Treinada a ser uma sobrevivente por sua convivência com Bruce, o violento marido, Ellen sabe usar qualquer objeto como arma quando necessário e é levada a testar na vida real suas lições. Acorrentada ao chão no covil do aterrorizante Moonface, ela corre contra o relógio para libertar-se antes que encontre seu terrível destino.                                      |                                     |                    |                                                  |                                                             |                                   |
| 2 | Dreams in the Witch House           | Stuart Gordon      | Dennis Paoli e Stuart Gordon                     | The Dreams in the Witch-House de H. P. Lovecraft            | 4 de Novembro de 2005 (Showtime)  |
| Walter Gilman é um estudante universitário e promissor matemático que se muda para um quarto numa antiga e decrépita pensão. Enquanto estuda para a sua tese final, conhece o Sr. Masurewicz, um idoso obcecado com fenómenos místicos, e Frances Elwood, uma jovem mãe que luta para sobreviver financeiramente e cuidar do seu filho. Apesar da má reputação da pensão e dos estranhos relatos de um rato com cara de homem e da bruxa Keziah Mason, que outrora vivia naquela mesma casa, Walter parece não se importar com os rumores, até começar a perder a noção da realidade após ter estranhos sonhos... |                                     |                    |                                                  |                                                             |                                   |
| 3 | Dance of the Dead                   | Tobe Hooper        | Richard Christian Matheson                       | Dance of the Dead de Richard Matheson                       | 11 de Novembro de 2005 (Showtime) |
| Num mundo pós-apocalíptico, onde cadáveres reanimados dançam no palco de The Doom Room para o entretenimento dos poucos que sobreviveram ao holocausto nuclear, Peggy embarca num encontro clandestino com o rebelde Jak. Contudo o que prometia ser uma noite de romance rapidamente dá lugar a gritos de pânico quando ela descobre a verdade sobre o perigoso mundo fora da alçada da sua mãe e os sacrifícios que foram feitos para garantir a sua sobrevivência. |                                     |                    |                                                  |                                                             |                                   |
| 4 | Jenifer                             | Dario Argento      | Steven Weber                                     | Jenifer (banda desenhada) de Bruce Jones e Bernie Wrightson | 18 de Novembro de 2005 (Showtime) |
| Um polícia apanha em flagrante delito uma tentativa de homícido, acabando por matar o agressor, que balbucia o nome de Jenifer. Quando este vê o rosto da vítima, apercebe-se de que Jenifer é deformada e possivelmente incapaz, visto não conseguir falar. Após o incidente, o perturbado homem não tira Jenifer da cabeça e faz a loucura de tirá-la do hospício, onde estava internada, levando-a para sua casa, para desespero de sua esposa. Seus problemas apenas começaram. |                                     |                    |                                                  |                                                             |                                   |
| 5 | Chocolate                           | Mick Garris        | Mick Garris                                      | Chocolate de Mick Garris                                    | 25 de Novembro de 2005 (Showtime) |
| Jamie, um jovem recém divorciado e criador de sabores para a indústria alimentícia, inexplicavelmente inicia uma bizarra experiência vendo flashes e sentido as sensações de pessoas desconhecidas na primeira pessoa. Quando descobre que está a viver através dos sentidos de uma misteriosa mulher, Jamie se apaixona por ela, acabando por se envolver numa teia de mentiras e conspirações mortíferas. |                                     |                    |                                                  |                                                             |                                   |
| 6 | Homecoming                          | Joe Dante          | Sam Hamm                                         | Death & Suffrage de Dale Bailey                             | 2 de Dezembro de 2005 (Showtime)  |
| Durante a campanha de reeleição do presidente norte-americano George W. Bush, milhares de jovens soldados mortos em guerras, ressuscitam inesperadamente como zombies para votar nas eleições presidenciais. |                                     |                    |                                                  |                                                             |                                   |
| 7 | Deer Woman                          | John Landis        | Mick Garris                                      | -                                                           | 9 de Dezembro de 2005 (Showtime)  |
| Após uma onda de mortes bizarras, dois detetives são recrutados para encontrar o assassino. Todas as vítimas encontradas eram homens e foram mutilados até aos ossos. Após a análise de laboratório, foi constatado que todos estavam excitados antes de morrer - um mistério que coloca a vida dos dois detetives em perigo, pois o assassino está mais perto do que eles imaginam. |                                     |                    |                                                  |                                                             |                                   |
| 8 | Cigarette Burns                     | John Carpenter     | Drew McWeeny e Rebecca Swan                      | -                                                           | 16 de Dezembro de 2005 (Showtime) |
| Jimmy Sweetman é um perito em encontrar cópias de filmes raros. Porém, nada poderia prepará-lo para a incansável busca pelo filme "O Fim Absoluto do Mundo", exibido uma única vez e que, segundo rumores, levou a platéia a uma onda de assassinatos, pouco antes de o cinema ser consumido por um incêndio. A busca obsessiva de Jimmy torna-se um pesadelo mortal, pois quando finalmente encontra o filme, descobre que os seus rumores eram reais e merecidos. |                                     |                    |                                                  |                                                             |                                   |
| 9 | Fair-Haired Child                   | William Malone     | Matt Greenberg                                   | -                                                           | 6 de Janeiro de 2006 (Showtime)   |
| Tara, uma solitária garota de 15 anos, é sequestrada por um estranho casal e trancada numa cave com Johnny, um jovem rapaz que não fala. Apesar de ser gentil e sensível, Johnny guarda um terrível segredo. Os dois formam um laço especial para lutarem contra uma maldição e conseguirem sobreviver àquela noite. |                                     |                    |                                                  |                                                             |                                   |
| 10 | Sick Girl                           | Lucky McKee        | Sean Hood                                        | -                                                           | 13 de Janeiro de 2006 (Showtime)  |
| Angela Bettis, especialista em insetos, recebe inesperadamente uma encomenda vinda do Brasil, contendo um misterioso inseto. Ao mesmo tempo, ela envolve-se numa tórrida relação lésbica com a sexy Misty Falls. Contudo os fascínios exóticos, que ela estuda com a dedicação de uma mãe, rapidamente levam ao terror, quando o inseto entra em processo de mutação, revelando uma faceta demoníaca que aterroriza a dupla de mulheres. |                                     |                    |                                                  |                                                             |                                   |
| 11 | Pick Me Up                          | Larry Cohen        | David Schow                                      | -                                                           | 20 de Janeiro de 2006 (Showtime)  |
| O destino de dois assassinos cruza-se, quando um, que costuma matar todas as pessoas a quem dá boleia, pára para ajudar o outro, que tem por hábito matar aqueles que lhe oferecem boleia. O resultado é imprevisível. |                                     |                    |                                                  |                                                             |                                   |
| 12 | Haeckel's Tale                      | John McNaughton    | Mick Garris                                      | Haeckel's Tale de Clive Barker                              | 27 de Janeiro de 2006 (Showtime)  |
| Ernst Haeckel é um jovem estudante de medicina, quando, durante uma noite chuvosa, após se perder próximo de um cemitério, encontra Walter Wolfram, um velho necromancer, e a sua jovem esposa Elise, que lhe dão abrigo com a condição que este não deverá sair da casa durante a noite, haja o que houver. Mas ouvindo gemidos e urros sombrios, o jovem desobedece a seu anfitrião e parte para a floresta, acabando por se envolver em muito mais do que esperava. |                                     |                    |                                                  |                                                             |                                   |
| 13 | Imprint                             | Takashi Miike      | Daisuke Tengan                                   | Bokkee Kyotee de Shimako Iwai                               | 7 de Abril de 2006 (Bravo)        |
| Esperando encontrar o amor que deixou para trás, um jornalista parte para uma ilha sombria, onde encontra um grupo de prostitutas. Ao passear à noite com uma mulher exótica, ele vai, aos poucos desvendando histórias terríveis sobre a vida dela, acabando por descobrir o horrível destino da sua amada. |                                     |                    |                                                  |                                                             |                                   |

### 2ª Temporada
| # | Título                      | Diretor/Realizador           | Roteirista/Argumentista             | Obra Original                               | Data de Estreia        |
| --- | --------------------------- | ---------------------------- | ----------------------------------- | ------------------------------------------- | ---------------------- |
| 1 | The Damned Thing            | Tobe Hooper                  | Richard Christian Matheson          | The Damned Thing de Ambrose Bierce          | 27 de Outubro de 2006  |
| Após testemunhar a morte de seu pai por uma estranha entidade quando era criança, o agora xerife Kevin Reddle receia que o mesmo possa ocorrer na sua pequena comunidade no Texas. |                             |                              |                                     |                                             |                        |
| 2 | Family                      | John Landis                  | Brent Hanley                        | -                                           | 3 de Novembro de 2006  |
| Celia e David são um jovem casal que acabou de se mudar para a sua nova casa quando conhecem o seu vizinho Harold, um perigoso assassino em série que coleciona os esqueletos das suas vítimas. |                             |                              |                                     |                                             |                        |
| 3 | The V World                 | Ernest Dickinson             | Mick Garris                         | -                                           | 10 de Novembro de 2006 |
| Dois adolescentes descobrem rapidamente as perigosas consequências que a sua imprudente decisão de arrombar uma casa funerária durante a noite tem nas suas vidas. |                             |                              |                                     |                                             |                        |
| 4 | Sounds Like                 | Brad Anderson                | Brad Anderson                       | Sounds Like de Mike O'Driscoll              | 17 de Novembro de 2006 |
| Larry Pearce, um supervisor de controlo de qualidade que monitora os telefonemas de uma companhia, desenvolve inesperadamente um sentido extra apurado de audição. Após a morte do seu filho, Larry rapidamente se apercebe que o seu novo dom também é uma maldição. |                             |                              |                                     |                                             |                        |
| 5 | Pro-Life                    | John Carpenter               | Drew McWeeny e Scott Swan           | .                                           | 24 de Novembro de 2006 |
| Angelique está numa clínica para dar um termo à sua gravidez, fruto de um estupro que ela acredita ser demoníaco. Contudo, o seu pai e os seus três irmãos tentam fazer de tudo para garantir que o plano de Angelique não se concretize e a criança nasça. |                             |                              |                                     |                                             |                        |
| 6 | Pelts                       | Dario Argento                | Matt Venne                          | Pelts de F. Paul Wilson                     | 1 de Dezembro de 2006  |
| Com o objectivo de criar o melhor casaco de peles alguma vez visto, um ganancioso homem de negócios obtém, ilegalmente, as peles de vários guaxinis que vagueiam por uma antiga cidade abandonada. Peles que ainda contêm os espíritos que nela residiam. E nada de bom poderá advir do contacto com a maldição que elas trazem.                                                                      |                             |                              |                                     |                                             |                        |
| 7 | The Screwfly Solution       | Joe Dante                    | Sam Hamm                            | The Screwfly Solution de Raccoona Sheldon   | 8 de Dezembro de 2006  |
| Um praga assola o planeta Terra, transformando todos os homens em assassinos implacáveis cuja missão é exterminar todas as mulheres que encontram no seu caminho. |                             |                              |                                     |                                             |                        |
| 8 | Valerie on the Stairs       | Mick Garris                  | Mick Garris                         | Valerie on the Stairs de Clive Barker       | 29 de Dezembro de 2006 |
| Após o fim de um relacionamento amoroso, o escritor Rob Hanisey muda-se para um novo apartamento onde conhece Linda, um misteriosa mulher que pede a sua ajuda. Acreditando que Valerie pode ser a musa que sempre procurou, sangue e morte passam a seguir Rob através da linha que separa a vida e a arte.                                                                                          |                             |                              |                                     |                                             |                        |
| 9 | Right to Die                | Rob Schmidt                  | John Esposito                       | -                                           | 5 de Janeiro de 2007   |
| Sua pele foi queimada e o seu corpo está em coma... mas, de acordo com as perspectivas médicas, Abby ainda está viva. Confrontado com uma dor incalculável, o seu marido está disposto a assinar um acordo para terminar tudo. Contudo, quando o corpo de Abby começa a piorar gradualmente, o seu espírito torna-se mais forte para se vingar das pessoas que tiraram proveito da sua ruim situação. |                             |                              |                                     |                                             |                        |
| 10 | We All Scream for Ice Cream | Tom Holland                  | David J. Schow                      | We All Scream for Ice Scream de John Farris | 12 de Janeiro de 2007  |
| Um vendedor de gelados é acidentalmente morto durante uma brincadeira de crianças que deu errado. Agora, anos depois que as crianças cresceram, o mesmo regressa para se vingar. |                             |                              |                                     |                                             |                        |
| 11 | The Black Cat               | Stuart Gordon e Stuart Ortiz | Stuart Gordon e Dennis Paoli        | The Black Cat de Edgar Allan Poe            | 19 de Janeiro de 2007  |
| Edgar Allan Poe, um escritor sem idéias e sem dinheiro, é atormentado por um gato preto que destruirá a sua vida ou o inspirará a escrever uma das suas histórias mais famosas. |                             |                              |                                     |                                             |                        |
| 12 | The Washingtonian           | Peter Medak                  | Richard Chizmar e Johnathon Schaech | The Washingtonians de Bentley Little        | 26 de Janeiro de 2007  |
| Após o funeral de sua avó, Mike Franks encontra uma antiga e ameaçadora carta assinada por George Washington. Decidido a investigar a razão que levou o primeiro presidente dos Estados Unidos da América a ameaçar de morte os seus antepassados, Mike descobre, auxiliado pelo Professor Harkinson, um segredo chocante sobre os fundadores da nação americana.                                     |                             |                              |                                     |                                             |                        |
| 13 | Dream Cruise                | Norio Tsuruta                | Naoya Takayama e Norio Tsuruta      | Dream Cruise de Kôji Suzuki                 | 2 de Fevereiro de 2007 |
| Jack, um advogado americano a trabalhar em Tóquio, apaixonou-se pela esposa do seu mais valioso e importante cliente, Eije. Apesar do seu profundo medo pelo mar, relutantemente aceitou o convite do casal para um dia de viagem pela Baía de Tóquio. Rapidamente o prazer se transforma em terror quando descobre o seu destino final.                                                              |                             |                              |                                     |                                             |                        |